# Raționament inductiv
Raționamentul este un sistem dinamic de cel puțin trei judecăți între care există o relație necesară ce determină apariția unei noi judecăți pe baza celor precedente. În raționament are loc o mișcare a minții de la judecăți cunoscute la judecăți necunoscute, noi.
Raționamentul inductiv este un model de gândire umană care este folosit cu precădere în științele empirice, și care constă într-o inferență (operație a gândirii prin care se trece de la un enunț la altul) de la enunțuri singulare (descrieri, observații, experimente, calcule făcute cu anumite mărimi), la enunțuri universale, la ipoteze sau teorii.
Prin raționamentul inductiv, gândirea umană poate detecta similaritățile sau/și diferențele fenomenelor naturii sau a obiectelor din natură sub forma unor formulări generale. 